# Казе Лонго (Месина)
Казе Лонго је насеље у Италији у округу Месина, региону Сицилија.
Према процени из 2011. у насељу је живело 160 становника. Насеље се налази на надморској висини од 14 м.